# Khushwant Singh

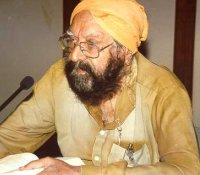
Khushwant Singh

Khushwant Singh (* 2. Februar 1915 in Hadali, Punjab, heute Pakistan; † 20. März 2014 in Neu-Delhi) war ein indischer Schriftsteller und Journalist. Er schrieb ausschließlich in englischer Sprache und ist bekannt für seine Kühnheit, Aufrichtigkeit, seinen Humor und seine Liebe für die Poesie.

## Leben
Khushwant Singh wurde 1915 in eine wohlhabende Sikh-Familie geboren. Sein Vater Sobha Singh war Großgrundbesitzer und Bauherr in Delhi und unter anderem an der Errichtung von Lutyens’ Hauptstadtbauten beteiligt. Sein Onkel Ujjal Singh wurde Politiker, hielt verschiedene Ministerposten in Punjab und war später Gouverneur der indischen Bundesstaaten Punjab und Tamil Nadu.
Khushwant studierte in Lahore, Cambridge und London. Mit einem Abschluss als Jurist begann er in Lahore zu praktizieren, bevor ihm ein Posten im indischen Außenministerium angeboten wurde. Enttäuscht von der Tätigkeit im Ministerium, arbeitete er dann journalistisch. Er war Herausgeber der Illustrated Weekly of India – der Publikation der Times of India – und der englischsprachigen indischen Tageszeitungen The National Herald und Hindustan Times. Seine Essays und Kolumnen erschienen regelmäßig in mehreren regionalen und überregionalen Tageszeitungen.
Seine Bücher wurden in viele Sprachen übersetzt und er erhielt Preise, beispielsweise für sein bekanntestes Buch Train to Pakistan (1956). In deutscher Übersetzung erschien 1999 sein Roman Delhi (im Original 1989 erschienen) und 2008 Der Zug nach Pakistan.
In seinem 2003 bei Penguin Books India erschienenen Buch The End Of India setzte er sich kritisch mit dem Hindu-Fundamentalismus auseinander.
Khushwant Singh gehörte zu den geachtetsten Persönlichkeiten Indiens. 1974 wurde ihm der Padma Bhushan verliehen, den er jedoch 1984 aus Protest gegen die Militäraktion der Indira-Gandhi-Regierung am Goldenen Tempel in Amritsar zurückgab. Von 1980 bis 1986 war Khushwant für eine Legislaturperiode Mitglied des Oberhauses im Indischen Parlament. 2007 erhielt er den Padma Vibhushan.
Khushwant Singh war mit Kawal Malik verheiratet und hatte einen Sohn und eine Tochter. Er starb am 20. März 2014 im Alter von 99 Jahren in seinem Anwesen in Neu-Delhi.

## Schriften (Auswahl)
- Paradies und andere Geschichten. Aus dem Englischen von Claudia Wenner. Dörlemann, Zürich 2006, ISBN 3-908777-23-2.
- mit Kuldip Nayar: Tragedy of Punjab. Operation Bluestar & After. Vision Books, New Delhi 1984.